# پاتریس تانو
پاتریس تانو (انگلیسی: Patrice Tano؛ زادهٔ ۲۲ سپتامبر ۱۹۸۲) بازیکن فوتبال است.
از باشگاه‌هایی که در آن بازی کرده‌است می‌توان به باشگاه فوتبال کولچستر یونایتد اشاره کرد.